# سيارة أمان
في رياضة السيارات، سيارة أمان أو سيارة السرعة هي سيارة تحد من سرعة السيارات أو الدراجات النارية المتنافسة على مضمار السباق في حال وجود فترة تحذيرية  كوجود إعاقة في المسار أو سوء الأحوال الجوية. الهدف من سيارة الأمان هو القدرة على إزالة أي عائق تحت ظروف أمنة. خصوصاً للمارشالات و/أو انتظار ظروف ملائمة الأكثر للمسار من حيث الطقس.

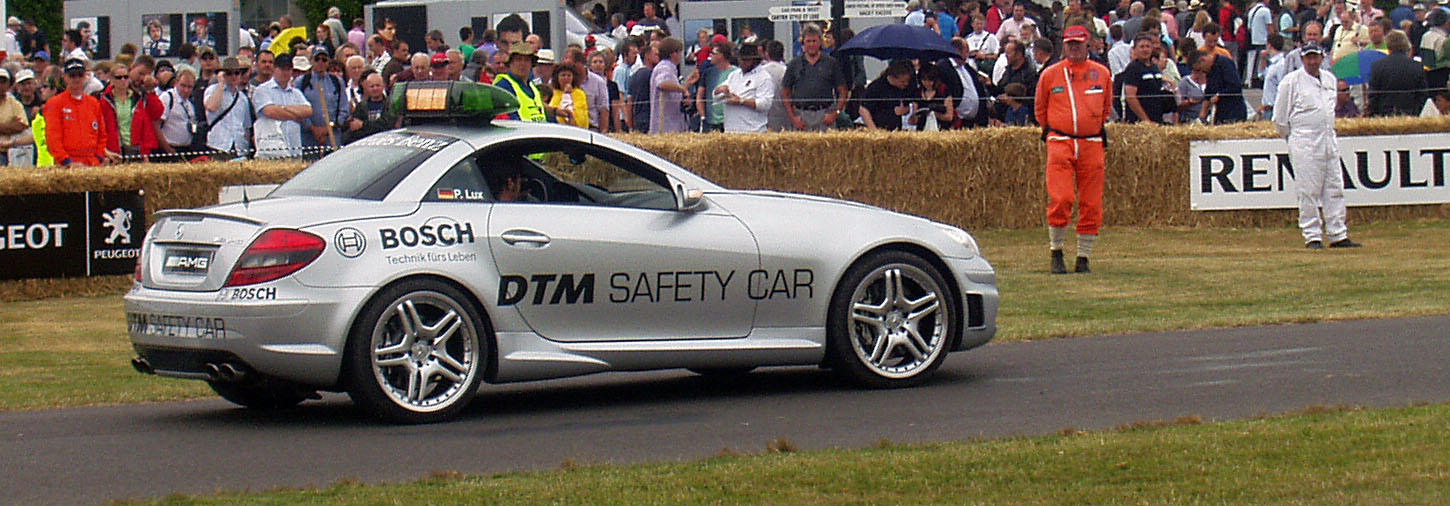
سيارة مرسيدس إس إل كيه الخصصة للسباقات في مهرجان جودوود للسرعة

خلال فترة الحذر، تدخل سيارة الأمان (التي تتكون من سيارة إنتاج عالية الأداء معدلة بشكل مناسب) المسار قبل القائد. اعتمادًا على الأنظمة التي يُعمل بها، لا يُسمح للمنافسين عادةً بتجاوز سيارة الأمان أو المنافسين الآخرين خلال فترة الحذر، وتقود سيارة الأمان الميدان بسرعة آمنة محددة سابقاً، والتي تختلف حسب السلسلة والدائرة. في نهاية فترة الحذر، تترك سيارة الأمان الحلبة ويُكمل المتنافسون السباق العادي. حدث الأعتماد الأول على إجراء السلامة هذا مع نشر سيارة السرعة خلال أفتتاح إنديانابوليس 500 في عام 1911.

## تأثير
يُؤثر أستخدام سيارة الأمان على تجميع المنافسين معًا، مثل إزالة أي ميزة في الوقت والمسافة التي يكون لدى السائق الرائد فيها مجال على المنافسين المتبقيين. يجعل هذا التأثير السباق أكثر تنافسية عند الاستئناف الكامل للسباق؛ على عكس ذلك،  وسُوهِم أيضًا في حرمان السائقين الرائدين الأسرع من مجرد المكافآت على جهودهم قبل فترة الحذر.
مع مراعاة لوائح السباق السارية، ليس من غير الشائع ليُسمح للسائقين بالوقوف أثناء فترات وقوف السيارات الآمنة. يوفر هذا الموقف ميزة إستراتيجية حيث يمكن إجراء أي إعادة تعبئة مجدولة للوقود أو تغيير الإطارات أو الصيانة أثناء قيام المنافسين الآخرين باللف بسرعة منخفظة، ينضم بعدها السائقون الذين يتنقلون ببساطة إلى قائمة انتظار السيارات التي تعمل جميعها معًا. خلال ظروف السباق العادية. تتضمن مثل هذه التدخلات فقدان التضاريس الهامة على السائقين الذين لا يزالون على المسار الصحيح.
من التأثيرات الملحوظة الأخرى لفترات سلامة السيارة أن سيارات السباق تستهلك وقودًا أقل حتى استئناف السباق بالكامل، مما يسمح للمنافسين بالسير لمسافات أطول على خزان الوقود أكثر مما كان ممكنًا بخلاف ذلك و/أو تقليل عدد نقاط التوقف المطلوبة للمدة من السباق.

## فورمولا 1

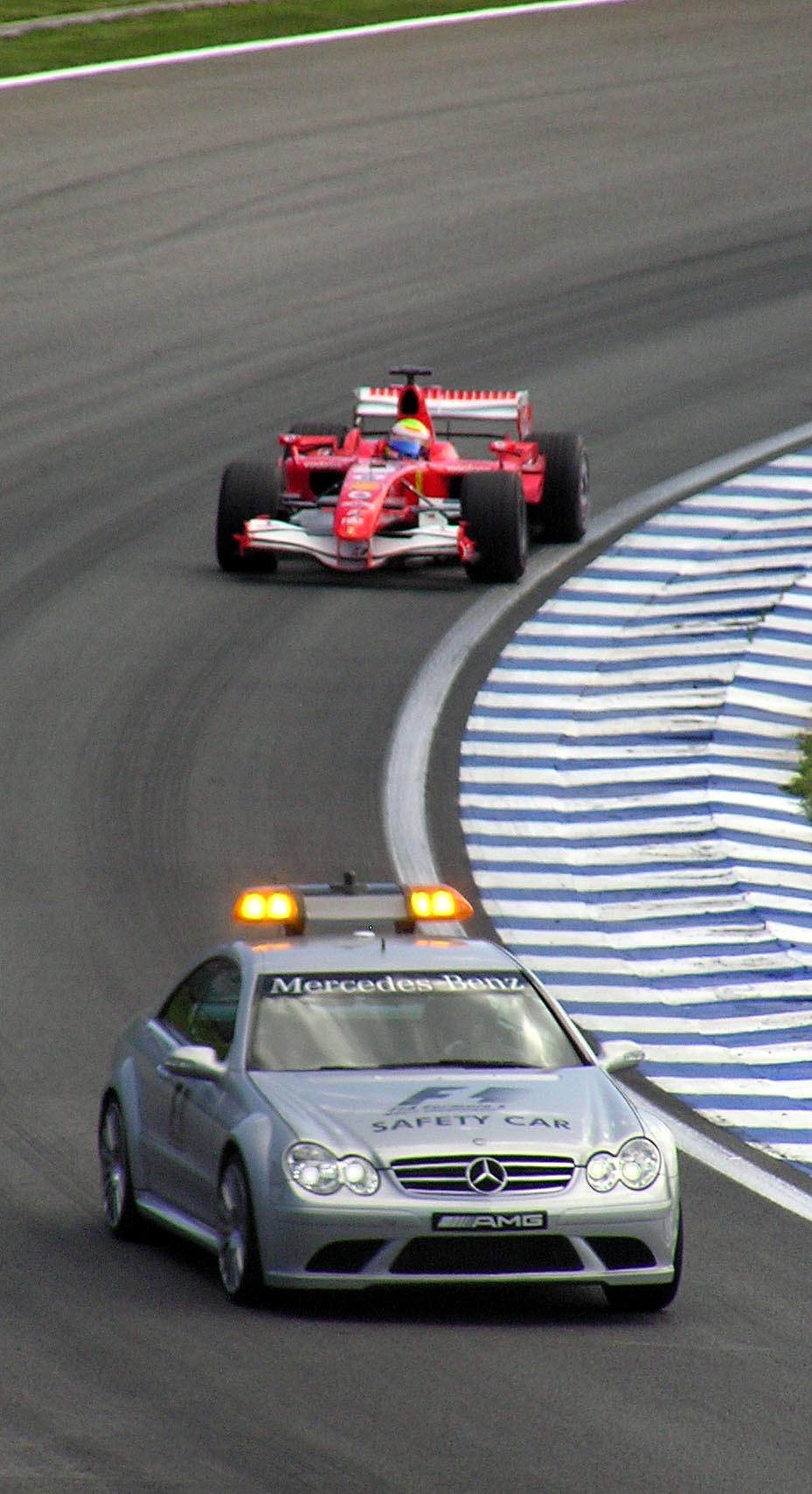
فيليبي ماسا يقود خلف سيارة مرسيدس سي إل كيه 63 للسلامة في سباق جائزة البرازيل الكبرى 2006. عند الحاجة، تقود سيارة السلامة الفورمولا 1 حول الحلبة بسرعة منخفضة، ويتبعها متصدر السباق مباشرة.

### إجراء
أذا حدث حدث أو طقس عاصف في Formula One (عادة، أمطار غزيرة) يُمنع السباق العادي من الاستمرار بأمان، سيطلب مدير السباق فترة «سيارة الأمان»، والتي من شأنها أن ترى حراس يلوحون بالأعلام الصفراء ويمسكون لوحات "SC"، ريثما تدخل السيارة المعنية إلى الحلبة. من عام 2007، يجب أن تحتوي جميع سيارات  Formula One على مصابيح LEDو/أو شاشات عرض مثبتة على عجلة القيادة أو قمرة القيادة، التي تخبر السائق عن الأعلام التي يُلَوح بها. يضيء مؤشر LED أصفر عند نشر سيارة الأمان.
تحتوي سيارة الأمان على كلا مصابيح برتقالية وخضراء مركبة على سقفها على شكل شريط ضوئي. تُستخدم الأضواء الخضراء للإشارة إلى إمكانية تجاوز سيارة الأمان؛ يحدث ذلك فقط حتى يكون قائد السباق خلف سيارة الأمان مباشرة وعلى رأس قائمة انتظار سيارات السباق التي تليها.
من عام 2015 ، لا يُطلب من سيارة الأمان الانتظار حتى تعود جميع العلامات الخلفية إلى قائمة الانتظار. عندما تكون سيارة الأمان جاهزة لمغادرة الحلبة، سوف يُطفئ ضوئها البرتقالي للإشارة إلى دخولها ممر الحفرة في نهاية اللفة. يجب أستمرار السائقون في التشكيل حتى يعبروا أول خط سيارة أمان، حيث ستشير الأضواء الخضراء والأعلام إلى أنهم أحرار في التسابق مرة أخرى.

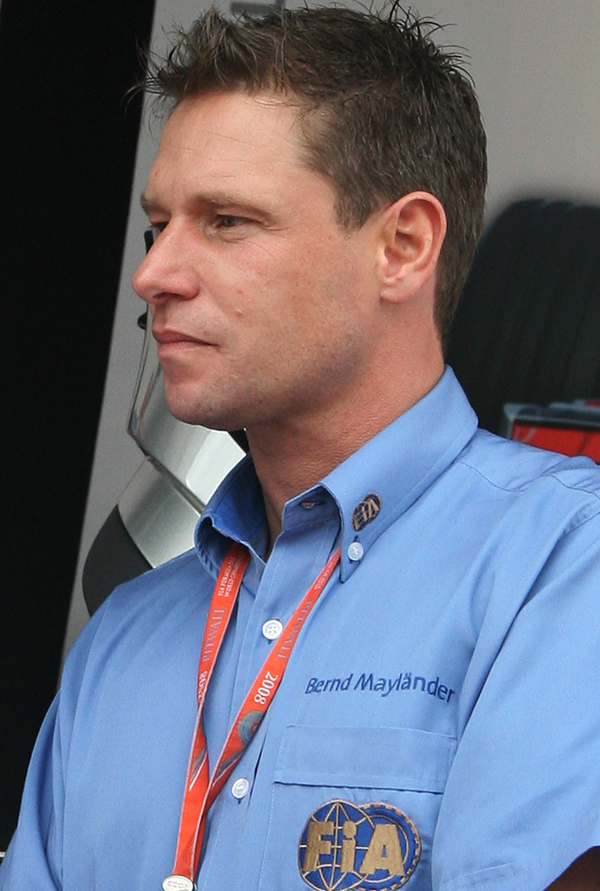
بيرند مايلاندر سائق سيارة الأمان في الفورمولا 1 منذ عام 2000

يقود سيارة الأمان سائقون محترفون ( 200٠، بواسطة بيرند مايلاندر) على متن سيارات معدلة عالية القوة مقدمة من مرسيدس-بنز (وأستون مارتن بدءًا من موسم 2021)، ويجب الحفاظ على سرعة معقولة لذلك وذلك للتأكد من أن إطارات المنافسين قريبة قدر الإمكان من درجة حرارة التشغيل وأن محركاتهم لا ترتفع درجة حرارتها.

## فورمولا E

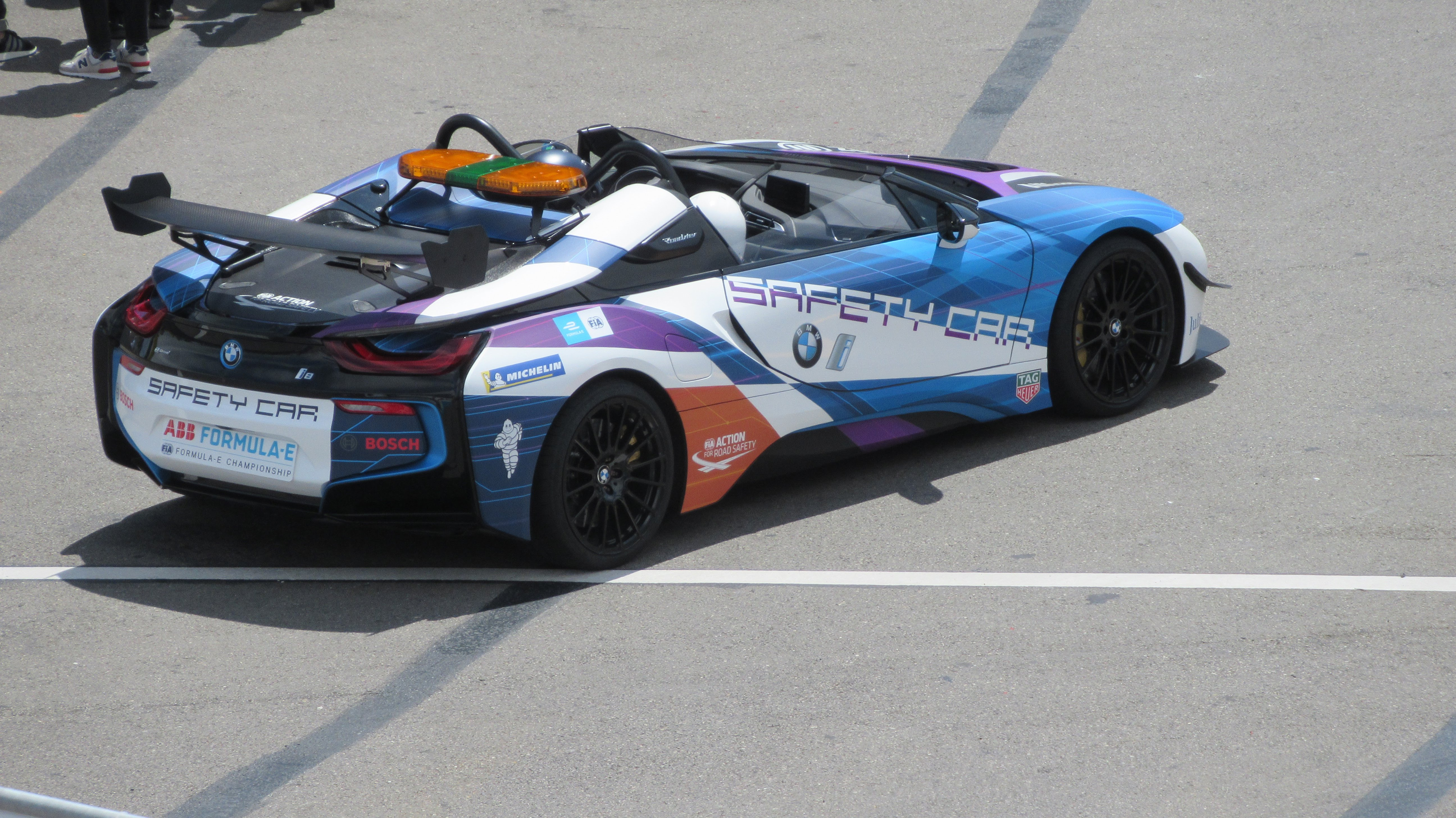
كانت سيارة بي إم دبليو آي 8 الهجينة القابلة للشحن هي سيارة الأمان في الفورمولا إي من الموسم الأول وحتى السباقين الأولين من الموسم السابع. وتم استبدالها بسيارة ميني الكهربائية.

شرط  الدورة الصفراء الكاملة من نسخة Formula E من سيارة الأمان الافتراضية. في هذه الحالة، ستلوح جميع أعمدة التنظيم بأعلام صفراء، مصحوبة بعلامة تقول «FCY» بخلفية صفراء. يُقرر غالبًا مدير السباق هذا الشرط سواء كان من المناسب تنفيذه أم لا. يمكن للمشجعين (إذا كانوا يشاهدون السباق على التلفزيون) والسائقين سماع مدير السباق يعلن FCY (انتبهوا جميع الفرق بشكل أساسي، انتبهوا جميع الفرق، هذا هو التحكم في السباق، المسار الأصفر الكامل في 5، 4، 3، 2، 1، دورة صفراء كاملة). بمجرد تنفيذ FCY، يجب على جميع السائقين تنشيط محدد FCY، والذي، على غرار محدد سرعة الحفرة، يُحافظ على السيارة تحت سرعات FCY على الرغم من أن دواسة الوقود مسطحة على الأرض. التجاوز غير مسموح به في ظروف FCY، ولكن إذا تجاوز السائق سائقًا آخر، مثلما حدث عندما تجاوز جان إريك فيرجني أنطونيو فيليكس دا كوستا في بطولة روما إبريكس لعام 2019، يمكن معاقبة السائق الذي تجاوز السائق الآخر. بالنسبة للموسم 6 من Formula E، عندما تكون هناك فترة FCY، لا يُسمح للجميع بتنشيط وضع الهجوم. لكل دقيقة تُنفق في ظل ظروف FCY، سيتم خصم 1 كيلو وات ساعة من الطاقة التي يحتفظ بها السائقون، مما يوفر المزيد من أساليب توفير الطاقة للسائقين والفرق على حدٍ سواء. مثل فورملا ون، تتمتع فورملا  E بظروف آمنة للسيارات، ولكن بدلاً من Mercedes-AMG GT R كسيارة أمان، من 2014 إلى 2021 ، أُستخدمت سيارة BMW i8 الرياضية الهجينة.  بدءًا من رما إبكرس  2021، ستُستخدم Mini Electric لسباقات مختارة.

## أنديانابولس 500

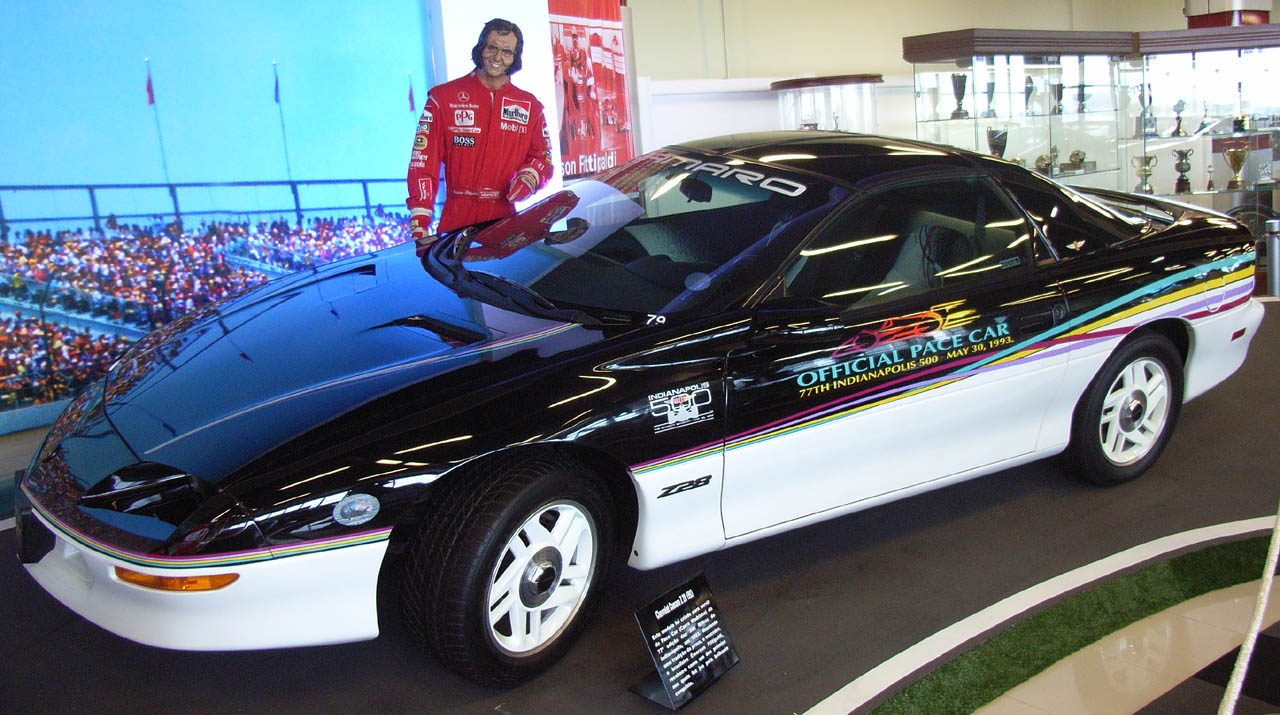
شيفورليه كامارو Z28، كانت سيارة الأمان في سباق أنديانابوليس 500 سنة 1993

أستخدم ت أول مرة السرعة في سباق السيارات في افتتاح Indy 500 في عام 1911. أختار المسؤولون في Indianapolis Motor Speedway سيارة السرعة وسائقها لـ Indy 500 كل عام منذ ذلك السباق الأول. كانت السيارة الأولى من نوعها من طراز Stoddard-Dayton بقيادة كارل جي فيشر. في السنوات الأخيرة، تم أُختيرت طرازات شفروليتية لتكون السيارة الرسمية السريعة، نظرًا لقدرتها على استخدامها في كل من سباقات السيارات الرئيسية في طرق السباق السريعة (عادةً كورفيت في 500 و أمبالا في 400). تُختار سيارة السرعة قبل شهرين من بدء السباق، مما يسمح لمصنِّع السيارة المختارة بإنتاج نسخ طبق الأصل من سيارة ذلك العام، والتي تبيع بسعر عالٍ لهواة الجمع ومحبي السباق. تُرى غالباً نسخ متماثلة لسيارة بيس في شوارع إنديانابوليس قبل أسابيع من انعقاد السباق ففعلياً، وعادة يستخدم سائق مشهور لبدء السباق فقط.
يقع إنديانا بيسرز (فريق كرة سلة محترف) في إنديانابوليس بولاية إنديانا، سُمي على اسم سيارة سريعة. لعب تراث السباقات والتاريخ الغني لـ Indy 500 دورًا رئيسيًا في عملية التسمية.
يتنافس صانعو السيارات على مكانة اختيار أحد طرازاتهم ليكون سيارة العام من أجل الدعاية. في عام 1971، جاءت هذه الخطوة بنتائج عكسية حيث لم يتقدم صانعو السيارات لتوفير سيارة سريعة. وبدلاً من ذلك، أدى تجار دودج المحليون في منطقة إنديانابوليس واجبهم. فقد إلدون بالمر، وهو تاجر محلي، السيطرة على سيارة دودج تشالنجر السريعة واصطدم بمنصة تصوير، مما أدى إلى إصابة العديد من الأشخاص. لم يتم تحديد اللوم عن الحادث بشكل كامل، حيث أدرك المسؤولون أن مخروطًا برتقاليًا (أو ربما علمًا برتقاليًا)، والذي كان لتحديد نقطة الكبح بالمر، قد تمت إزالته عن طريق الخطأ.

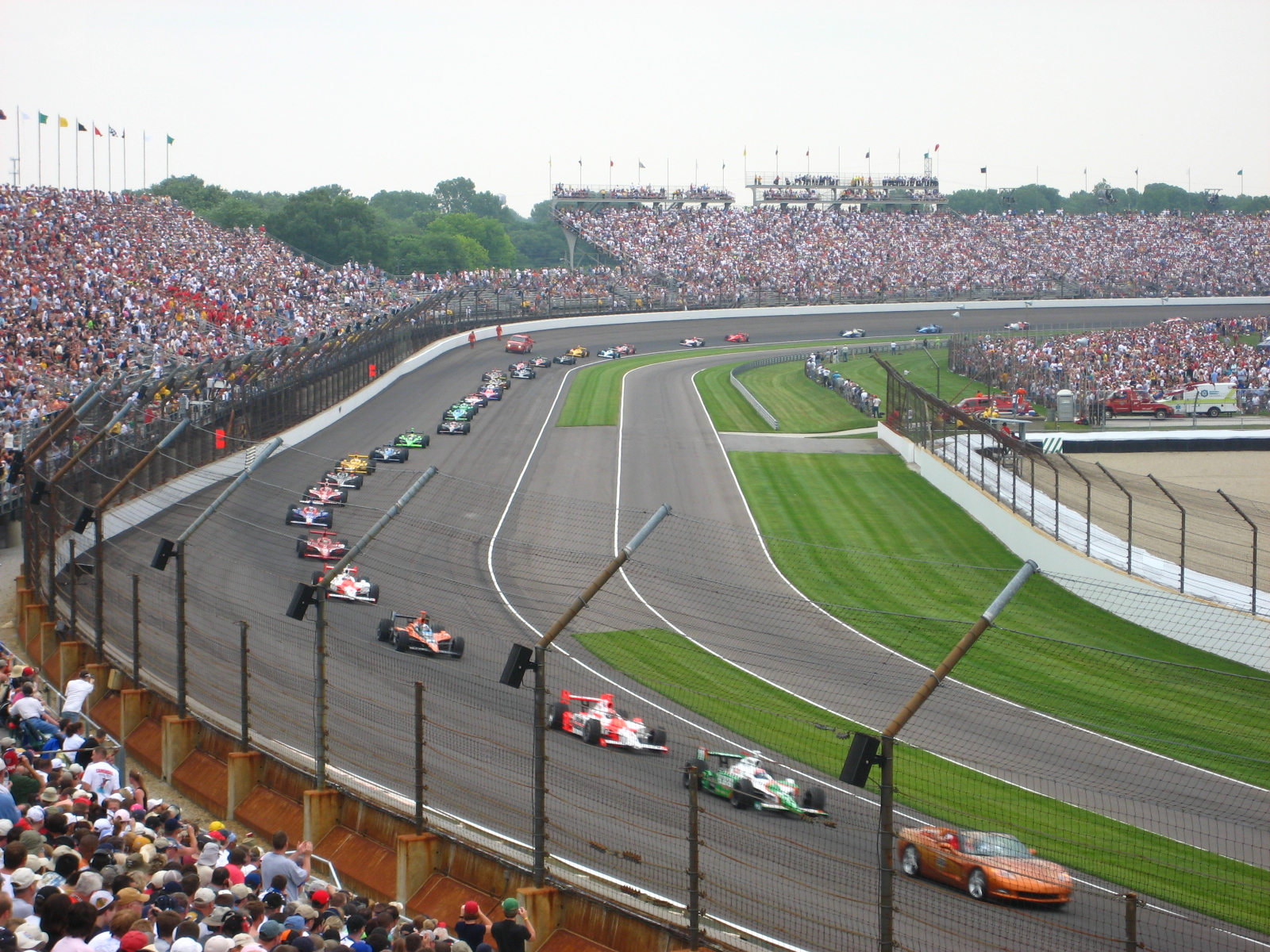
تقود سيارة الأمان الميدان عبر موقع حادث في سباق إنديانابوليس 500 لعام 2007

في الخمسين عامًا الماضية، كانت بونتياك ترانس آم، وشيفروليت كامارو، وشيفروليت كورفيت، وأولدزموبيل كتلاس، وفورد موستانج هي الموديلات الوحيدة التي تم أُختيرت كسيارات بوتيرة ثلاث مرات أو أكثر.

## معرض صور

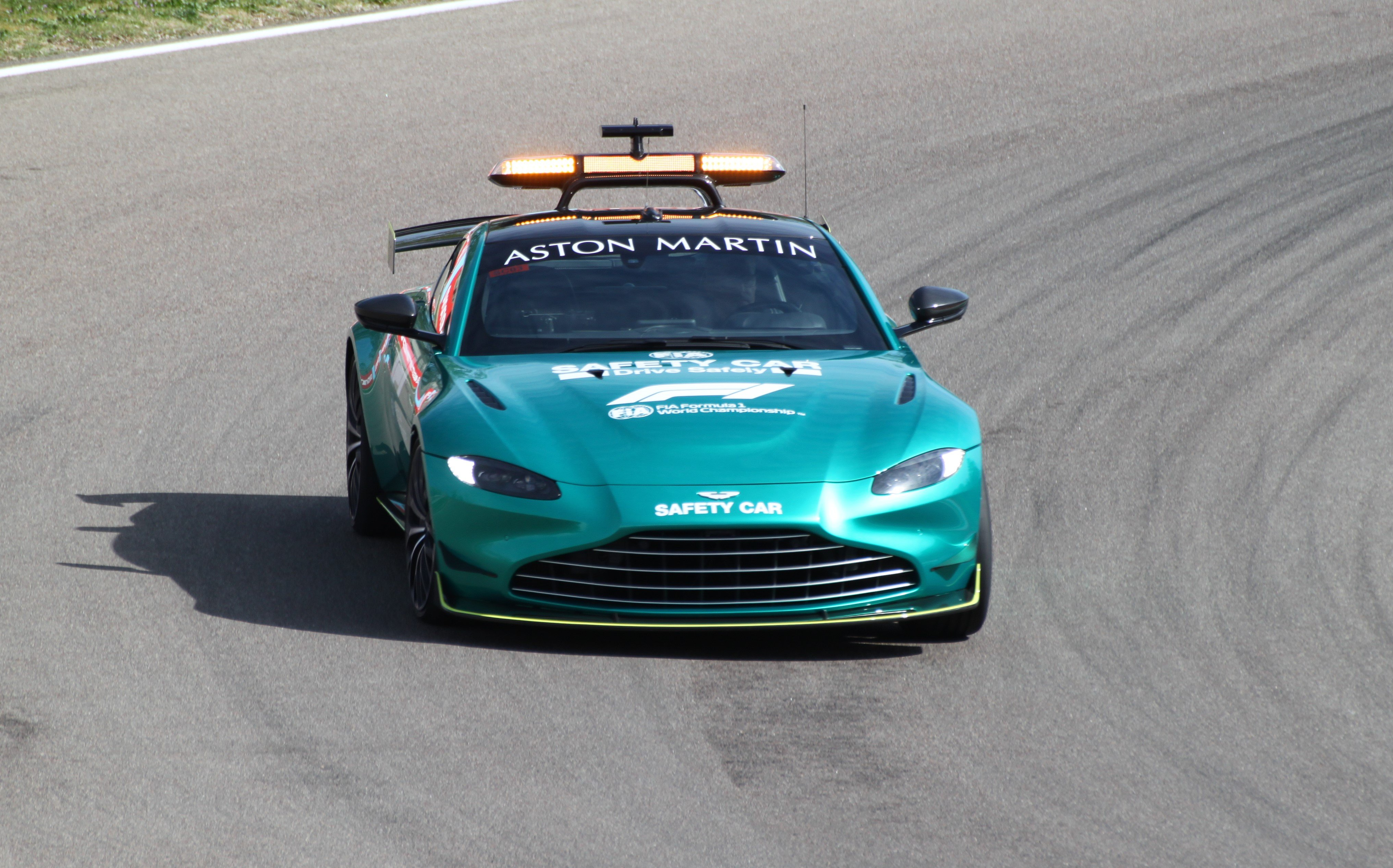
سيارة أمان آستون مارتن فينتج
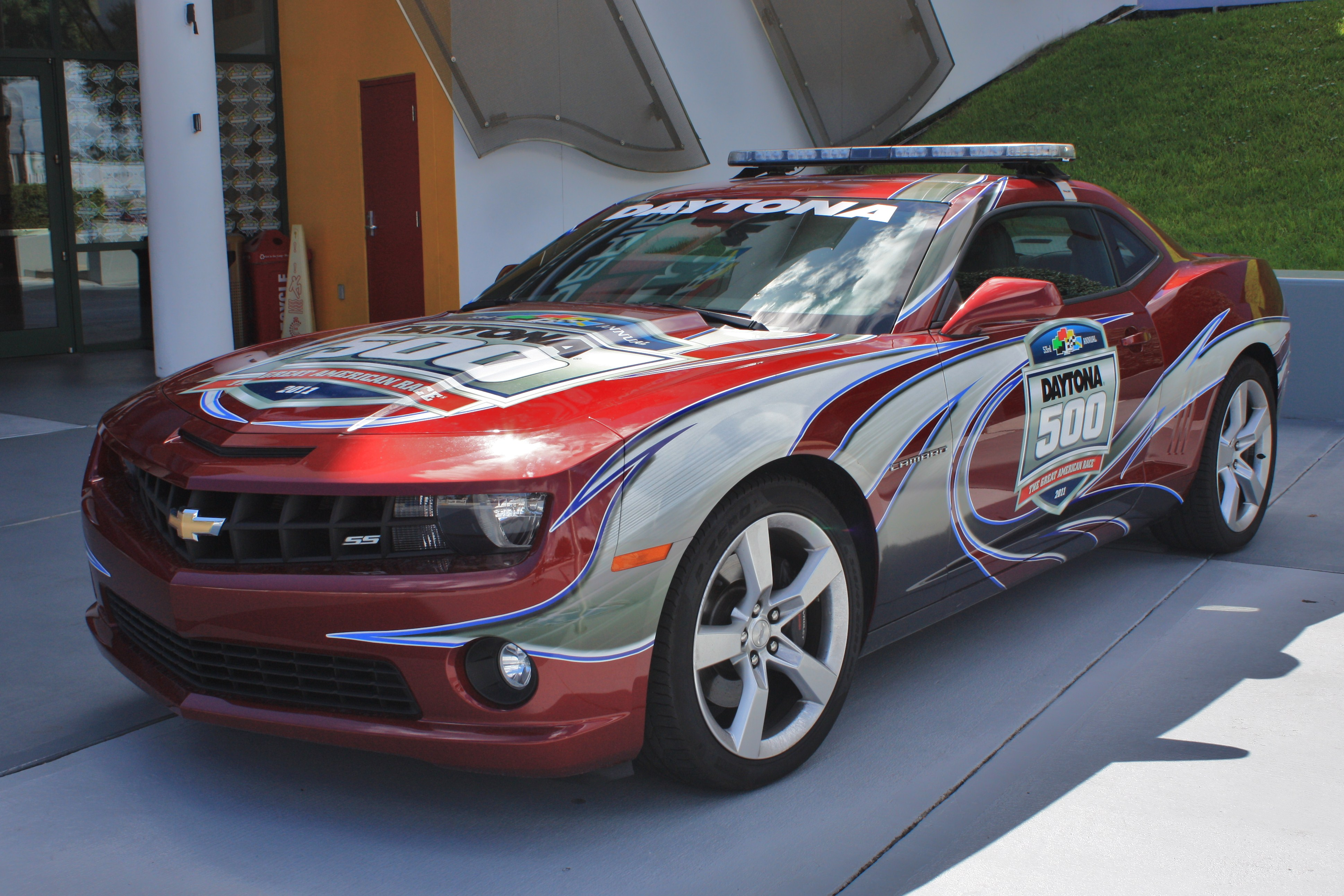
سيارة الأمان في سباق دايتونا 500 عام 2011
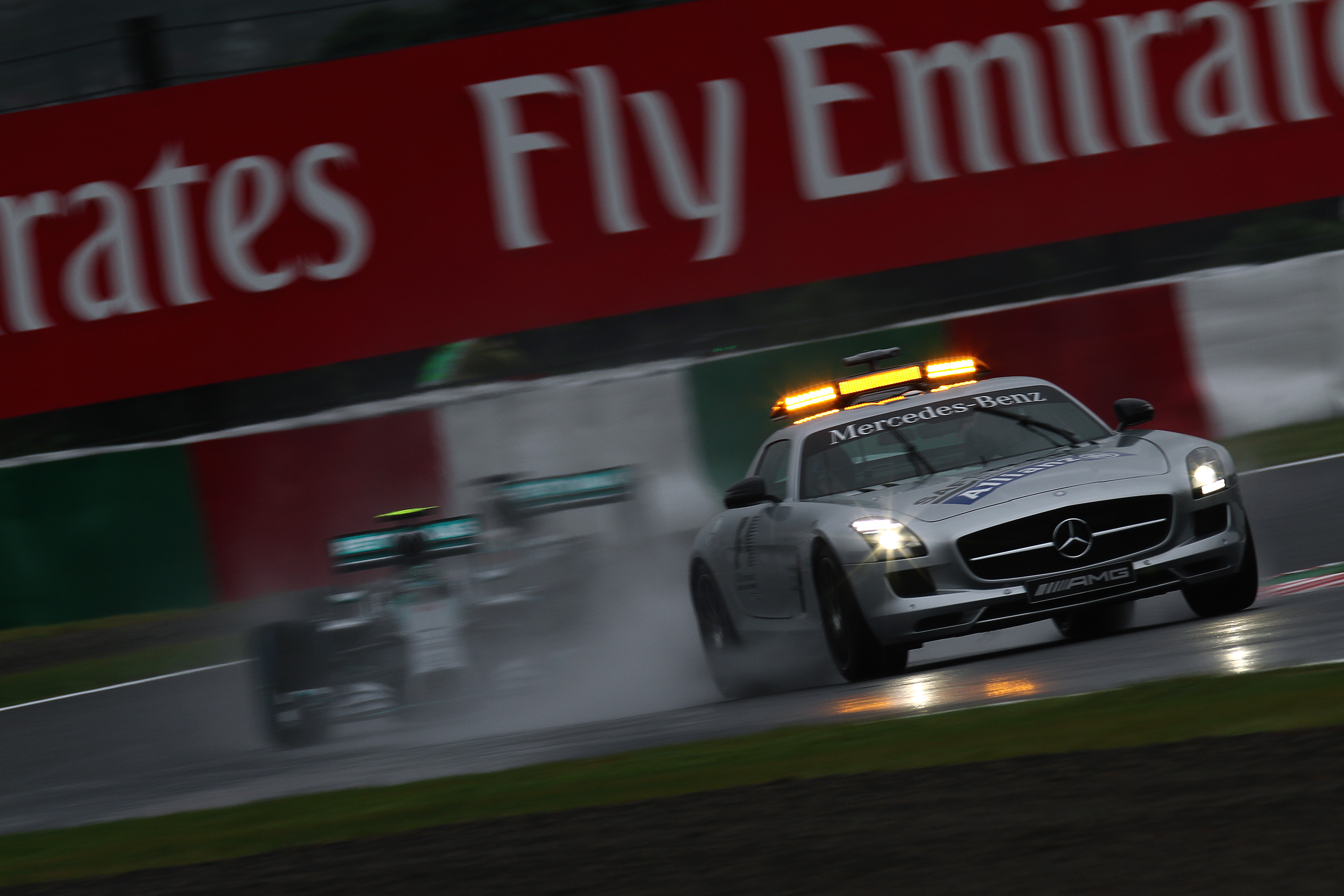
سيارة أمان مرسيدس في جائزة اليابان الكبرى 2014